# カルヴィン・ナッシュ
カルヴィン・ナッシュ（Calvin Nash、1997年8月8日 - ）は、ユナイテッド・ラグビー・チャンピオンシップのマンスター・ラグビーに所属している、アイルランド出身のラグビーユニオン選手である。

## 経歴
2017年1月、マンスター・ラグビーに加入。2月3日、2016–17シーズンのプロ12（現在のユナイテッド・ラグビー・チャンピオンシップ）でエディンバラ・ラグビーと対戦し、プロクラブ公式戦デビューを果たした。
2017年2月24日、U20アイルランド代表でキャプテンを務めて、U20シックス・ネイションズ・チャンピオンシップに出場。同年、ワールドラグビーU20チャンピオンシップにも出場した。
2017年11月26日、ゼブレ・パルマ戦でプロクラブ公式戦として初トライを決めた。
2022年9月から10月にかけて、エマージング・アイルランドとして南アフリカ共和国での国際対抗戦「トヨタチャレンジ」に出場した。
2022年11月4日、アイルランドA代表として、オールブラックスXVとの試合で先発出場。 
2023年5月27日、2022-23シーズンのユナイテッド・ラグビー・チャンピオンシップ決勝のストーマーズ戦に先発出場し、マンスター・ラグビーは優勝を果たした。
2023年8月5日、アイルランド代表として、ラグビーワールドカップ2023の前哨戦となるイタリア代表戦に控えで出場。代表初キャップを得る。
2024年2月2日、2024シックス・ネイションズ開幕戦のフランス代表戦で、代表として初先発かつ初トライを決めた。 